# Jackie Curtis
Jackie Curtis (19. února 1947 New York City, New York, USA – 15. května 1985 tamtéž) byla americká herečka a zpěvačka, autorka divadelních her.
Během celé své kariéry vystupovala jako žena i jako muž. Byla jednou ze superstars Andyho Warhola a hrála v několika jeho filmech nebo filmech Paula Morrisseye, jako jsou Flesh (1968) či Women in Revolt (1971). Lou Reed ji zmiňuje v textu své písně „Walk on the Wild Side“.